# Russula anatina
Russula anatina Romagn., 1967 è una specie di funghi basidiomiceti della famiglia Russulaceae.

## Etimologia
Dal latino anatinus = attinente alle anitre.

## Descrizione della specie

### Cappello
4–9 cm di diametro, prima emisferico, poi convesso, infine spianato con il centro depresso;
margineinvoluto negli esemplari giovani, leggermente curvo anche nell'adulto, presentandosi appena scanalato solo negli esemplari molto maturi.
cuticolaasciutta, finemente vellutata, separabile fino a circa metà raggio e caratteristicamente screpolata al margine,  colore grigio-oliva, grigio-bluastro più scuro al centro, mentre negli esemplari adulti compaiono qua e là macchie più o meno estese giallo-ocra.

### Lamelle
Fitte, più spaziate negli esemplari adulti, fragili, annesse o adnato-annesse, forcate in prossimità del gambo, di colore crema chiaro, scuriscono poi a maturità mostrando riflessi ocracei.

### Gambo
4-6 x 1–2 cm, sodo ma presto spugnoso, di forma cilindrica con la base leggermente attenuata; la superficie esterna è liscia, ma diventa un po' rugulosa nell'adulto, bianca ma con tendenza a chiazzarsi di ocraceo a partire dalla base.

### Carne
Soda, bianca, ma grigio-oliva sotto la cuticola.
- Odore: nullo.
- Sapore: dolce, leggermente piccante nelle lamelle degli esemplari giovani.

### Microscopia
Spore6-7,5x5-6,8 µm, subsferiche, con la superficie ornata da verruche coniche isolate, alte fino a 0,6-0,8 µm; l'apicolo è molto pronunciato e la plaga è poco o per nulla amiloide.
Cistidi65-120 x 7-12 µm, fusiformi, con appendice apicale o con capitulo.

## Reazioni chimiche
- FeSO4 = leggermente rosato
- Fenolo = bruno vinoso lento
- Guaiaco = blu istantaneo

## Distribuzione e habitat
Fruttifica isolato o a gruppi di 2-3 esemplari, su terreno calcareo, in luoghi aperti, nei pressi di roverelle e pioppo tremolo.

## Commestibilità
Buon commestibile.

## Tassonomia

### Sinonimi e binomi obsoleti
- Russula grisea var. xanthochlora J.E. Lange, Fl. Agaric. Danic. 5(Taxon. Consp.): VIII (1940)
- Russula anatina var. xanthochlora (J.E. Lange) Bon, Docums Mycol. 12(no. 48): 44 (1983)
- Russula anatina var. xanthochlora (J.E. Lange) Bon, Docums Mycol. 15(no. 59): 51 (1985)
- Russula anatina Romagn., Russules d'Europe Afr. Nord, Essai sur la Valeur Taxinomique et Spécifique des Charactères des Spores et des Revêtements: 306 (1946)
- Russula anatina Romagn., Russules d'Europe Afr. Nord: 306 (1967) var. anatina
- Russula anatina var. subvesca Sarnari, Micol. Veg. Medit. 8(1): 63 (1993)
- Russula anatina var. sejuncta Sarnari, Micol. Veg. Medit. 8(1): 63 (1993)
- Russula monspeliensis var. sejuncta (Sarnari) Sarnari, Monografia Illustrata del Genere Russula in Europa 1: 310 (1998)

### Specie simili
È simile a Russula medullata, dalla quale si differenzia per la cuticola vellutata e screpolata in maniera più evidente verso il margine, le verruche sporali di forma conica e non ottusa, e per i cistidi più grossi.